# Maria zittend met haar Kind op haar schoot
Maria zittend met haar Kind op haar schoot is een terracottabeeld van Maria en haar kind Jezus.  De plastiek werd gemaakt door beeldhouwer Joannes Cardon. Dit barokke beeld werd vervaardigd in 1643 en bevindt zich in het Oldmasters Museum te Brussel.

## Iconografie
Cardon beeldt hier Maria af als een moeder die haar kind zoogt. Haar rechterhand houdt Jezus vast terwijl haar linkerhand een zegenend gebaar maakt. Opvallend is het contrast tussen het gladde naakte kind, de onbedekte borst van Maria en haar hals en van de andere kant de levendige, sierlijke drapering van haar kleed. Dit beeld wordt algemeen beschouwd als een van de mooiste 17e-eeuwse sculpturen in de Zuidelijke Nederlanden. Men ziet in het beeld eerder de schilderstijl weerspiegeld van Antoon van Dyck dan die van Peter Paul Rubens. Van Dyck schilderde hetzelfde thema met dezelfde zwier en gevoeligheid in de vormgeving.
Een tweede, gelijkaardig, iets kleiner beeld van Cardon werd bij het begin van de 21e eeuw ontdekt, uit hetzelfde jaar en ook gesigneerd door Joannes Cardon. Het vertoont veel gelijkenissen in de details maar ook verschillen. Jezus zit op de rechterdij van de moeder, schrijlings en in de richting van de toeschouwer. De opgeheven armpjes reiken naar haar gelaat. Ook hier is er contrast tussen de golvingen van haar kleed en haar tuniek. 

## Achtergrond
Tot dusver zijn geen andere werken van Cardon bekend en van zijn leven zijn er weinig gegevens voorhanden. Zeker is dat hij in 1643, toen het beeld werd gemaakt, poorter van Antwerpen werd.